# Bob Iger
Robert Allen "Bob" Iger (10 de fevereiro de 1951) é um norte-americano. Ele foi nomeado presidente da Disney em 2000 (cargo extinto na empresa em 2012, mesmo ano que Robert Iger se tornou presidente do Conselho de Administração), e mais tarde substituiu Michael Eisner como diretor executivo (CEO) em 2005, depois de um esforço bem sucedido de Roy E. Disney para o retira-lo da gestão da empresa. Iger supervisionou a aquisição da Pixar Animation Studios em 2006, após um período de relações tensas com o estúdio de animação. Ele também levou a empresa a adquirir a Marvel Entertainment em 2009, a Lucasfilm em 2012 e a 21st Century Fox em 2017, ampliando ainda mais as franquias de propriedade intelectual da Disney. Bob Iger deixou o cargo de diretor-executivo em 2020, deixando a função para Bob Chapek. Iger continuou a servir como presidente do Conselho de Administração até 31 de dezembro de 2021. Atendendo pedidos do Conselho de Administração da Disney, no dia 20 de Novembro de 2022 retornou à posição de diretor executivo da companhia, após a demissão não-programada do executivo apontado como seu sucessor, Bob Chapek.

## Início de vida e carreira
Robert Allen Iger nasceu de uma família judia na cidade de Nova Iorque. Ele é o filho mais velho de Miriam "Mimi" (née Tunick) (1927–2013) e Arthur L. Iger (1926–2010). Seu pai era um veterano da Segunda Guerra Mundial, vice-presidente executivo e diretor geral da Greenvale Marketing Corporation, e professor de marketing e relações públicas. Sua mãe trabalhou na Boardman Junior High School, em Nova Iorque. Seu avô paterno era irmão do cartunista Jerry Iger.
Bob Iger foi criado em Oceanside, onde atendeu a Fulton Avenue School. Graduou-se na Oceanside High School em 1969. Em 1973, graduou-se com méritos na Roy H. Park School of Communications no Ithaca College, obtendo um título de Bachelor of Science em televisão e rádio. 